# 皮索奇納
49°26′45″N 23°58′10″E / 49.44583°N 23.96944°E

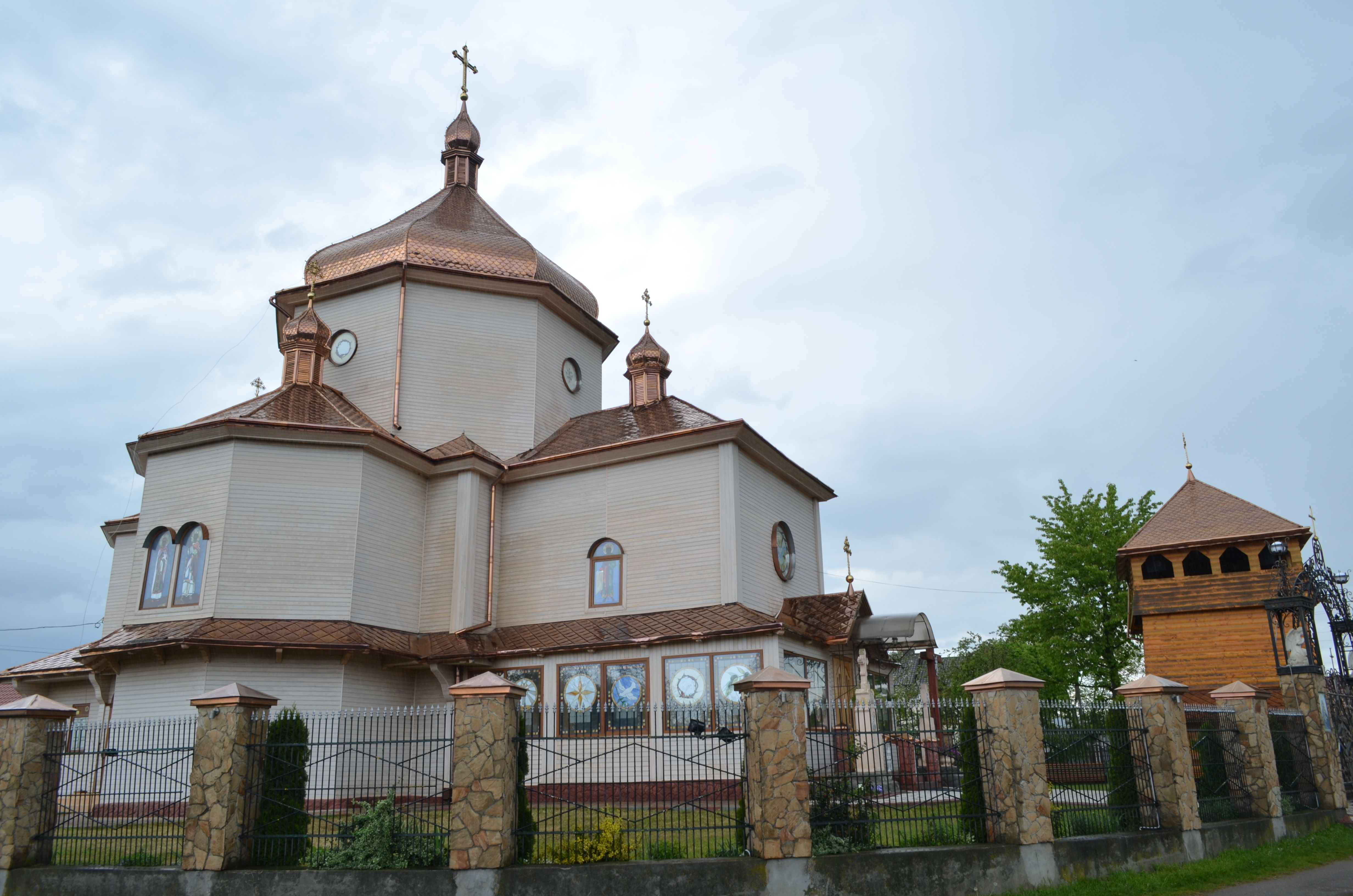
教堂

皮索奇納（烏克蘭語：Пісочна），是烏克蘭的村庄，位於該國西部利沃夫州，由斯特雷區羅茲瓦迪夫市鎮負責管轄，始建於1646年，面積1.66平方公里，海拔高度281米，2001年人口2,554。